# Hachikō
Hachikō (ハチ公?  Ōdate, 10 de noviembre de 1923-Shibuya, 8 de marzo de 1935) fue un perro japonés de raza akita, recordado por haber esperado a su amigo, el profesor Hidesaburō Ueno, en la estación de Shibuya, cerca de nueve años después de la muerte de este. Actualmente se lo conoce como Chūken Hachikō (忠犬ハチ公), ‘el perro fiel Hachikō’ (hachi: "ocho"; kō: sufijo utilizado por duques de la antigua China; de este modo, el nombre Hachikō podría traducirse como "Señor Ocho").
Su historia fue adaptada en la película japonesa Hachiko Monogatari (1987), así como en la versión estadounidense Siempre a tu lado (2009).

## Vida
Hachikō nació en una granja cerca de la ciudad de Ōdate, en la Prefectura de Akita A principios de 1924, fue encontrado por Hidesaburō Ueno, profesor del Departamento de Agricultura en la Universidad de Tokio y, a raíz de la muerte de una perra anterior, al principio no quiso adoptarlo ya que le causaba malos recuerdos, pero su hija adolescente insistió. Hachikō fue enviado dentro de una caja desde la prefectura de Akita hasta la estación de Shibuya (un viaje de dos días en un vagón de equipaje). Cuando los sirvientes del profesor lo fueron a retirar, creyeron que el perro estaba muerto.
Sin embargo, cuando llegaron a la casa del profesor, este le acercó una fuente con leche al cachorro y este se reanimó. El profesor lo recogió en su regazo y notó que las patas delanteras estaban levemente desviadas, por lo que decidió llamarlo Hachi (‘ocho’ en japonés), por la similitud con el kanji (carácter japonés) que sirve para representar al número ocho (八).
La hija del profesor dejó la casa de su padre tras quedar embarazada y casarse, para irse a vivir a la casa paterna de su esposo. El profesor pensó en regalar a Hachi, pero pronto se encariñó con el perro, que lo adoraba enérgicamente.
El perro acompañaba al profesor a la estación para despedirse allí todos los días cuando su dueño iba al trabajo y, al final del día, volvía a la estación para recibirlo. Esta rutina, que pasó a formar parte de la vida de ambos, no fue inadvertida ni por las personas que transitaban por el lugar ni por los dueños de los comercios de los alrededores.

## Muerte del profesor y estación Shibuya

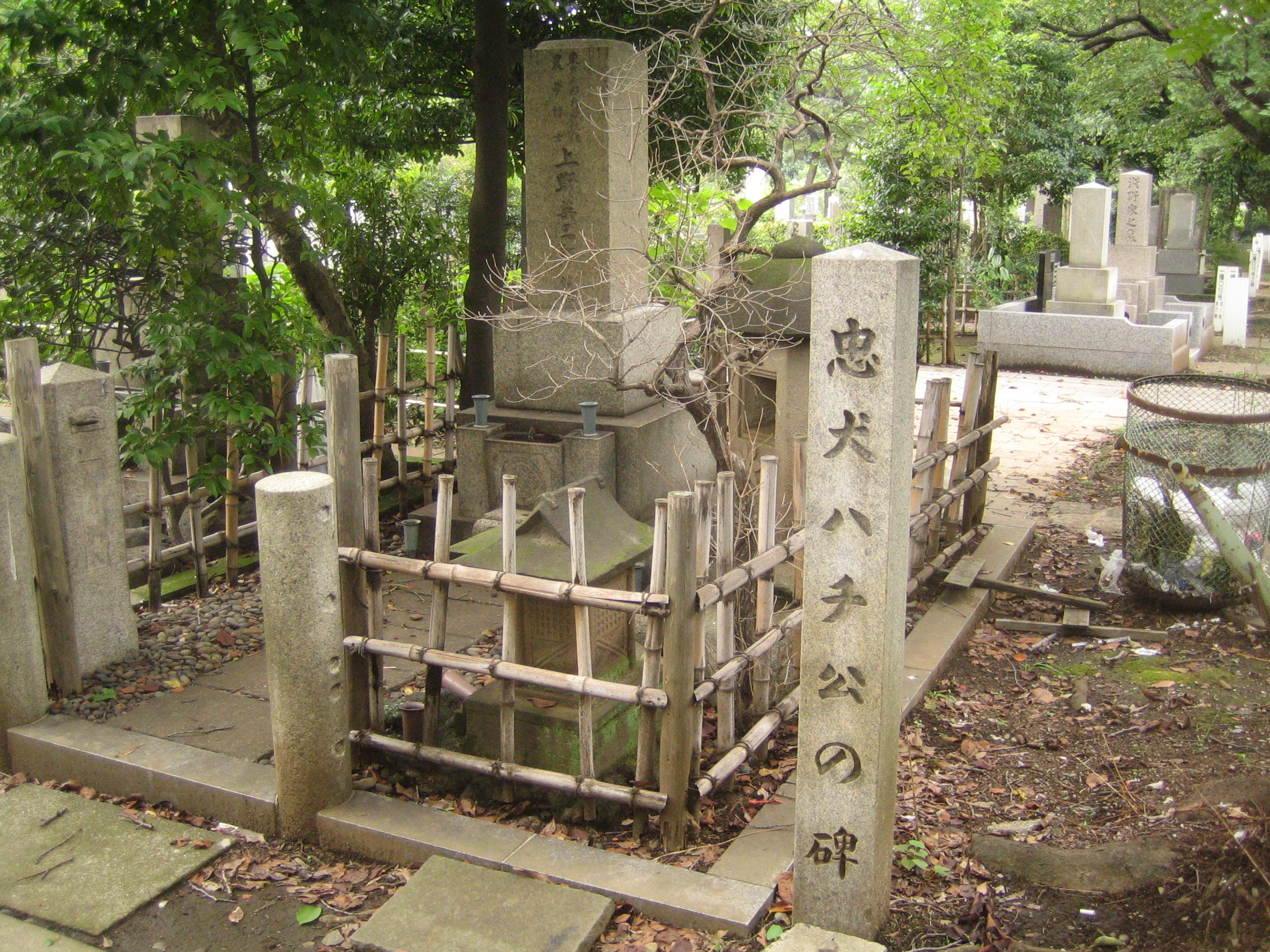
Sepultura del profesor Hidesaburō Ueno. A la derecha de la fotografía, un monolito recuerda a Hachikō.

Esta rutina continuó sin interrupciones hasta el 21 de mayo de 1925, cuando el profesor Ueno sufrió una hemorragia cerebral mientras daba sus clases en la Universidad de Tokio, y murió. Esa tarde Hachikō corrió a la estación a esperar la llegada del tren de su amo y no volvió esa noche a su casa. Se quedó a vivir en el mismo sitio frente a la estación durante los siguientes 9 años de su vida.
Conforme transcurría el tiempo, Hachikō comenzó a llamar la atención de propios y extraños en la estación; mucha gente que solía acudir con frecuencia a la estación había sido testigo de cómo Hachikō acompañaba cada día al profesor Ueno antes de su muerte. Fueron estas mismas personas las que cuidaron y alimentaron a Hachikō durante ese largo período.
La devoción que Hachikō sentía hacia su amo fallecido conmovió a los que lo rodeaban, quienes lo apodaron Chūken (忠犬), el perro fiel. En abril de 1934, una estatua de bronce fue erigida en su honor en la estación Shibuya y el propio Hachikō estuvo presente el día que se inauguró.

## Muerte de Hachikō

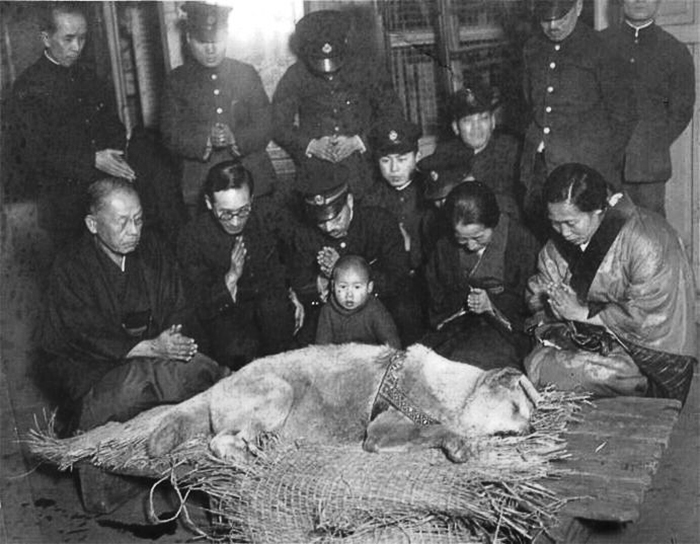
Velatorio de Hachikō en la sala de equipajes de la estación Shibuya, el 8 de marzo de 1935. En la primera fila, la segunda mujer desde la derecha, es Yaeko, la viuda de Hidesaburō Ueno. Esta foto fue publicada al día siguiente en el diario Yamato Shimbun.

El 8 de marzo de 1935, Hachikō fue encontrado muerto frente a la estación de Shibuya, Japón, tras esperar infructuosamente a su amo durante casi diez años. Al lado de la tumba del profesor Ueno, en el cementerio de Aoyama, Minami-Aoyama, Minato-Ku, Tokio se construyó un monolito con su nombre.
Cuando se le hizo una necropsia (para realizar su taxidermia) en su estómago se encontraron cuatro varitas utilizadas para los yakitori (pinchos o brochetas de pollo ensartado), pero estas varitas no habían dañado la mucosa del estómago, por lo que no fueron la causa de su muerte. Las causas de la muerte de Hachikō se consideraron desconocidas, hasta que en marzo de 2011 se determinaron definitivamente: el perro había sufrido un cáncer terminal y una filariasis (infección de gusanos) en el corazón. El cuerpo de Hachikō fue disecado y guardado en el Museo de Ciencias Naturales del Distrito de Ueno (Tokio).
En el marco de la Segunda Guerra Mundial, la estatua de bronce de Hachikō se tuvo que fundir para fabricar armas en 1944. Pero en agosto de 1947 ―dos años después de la finalización de la guerra―, se erigió otra estatua de bronce en la salida número 8 de la misma estación Shibuya, aún permanece y es un lugar de reunión extremadamente popular, tanto que en ocasiones la aglomeración de gente dificulta el encuentro.
Cada 8 de marzo se conmemora a Hachikō en la plaza frente a la estación de trenes de Shibuya. También hay una estatua similar delante de la estación de trenes de la ciudad de Ōdate (en cuyas cercanías nació Hachikō).

## En la cultura popular

### Cine

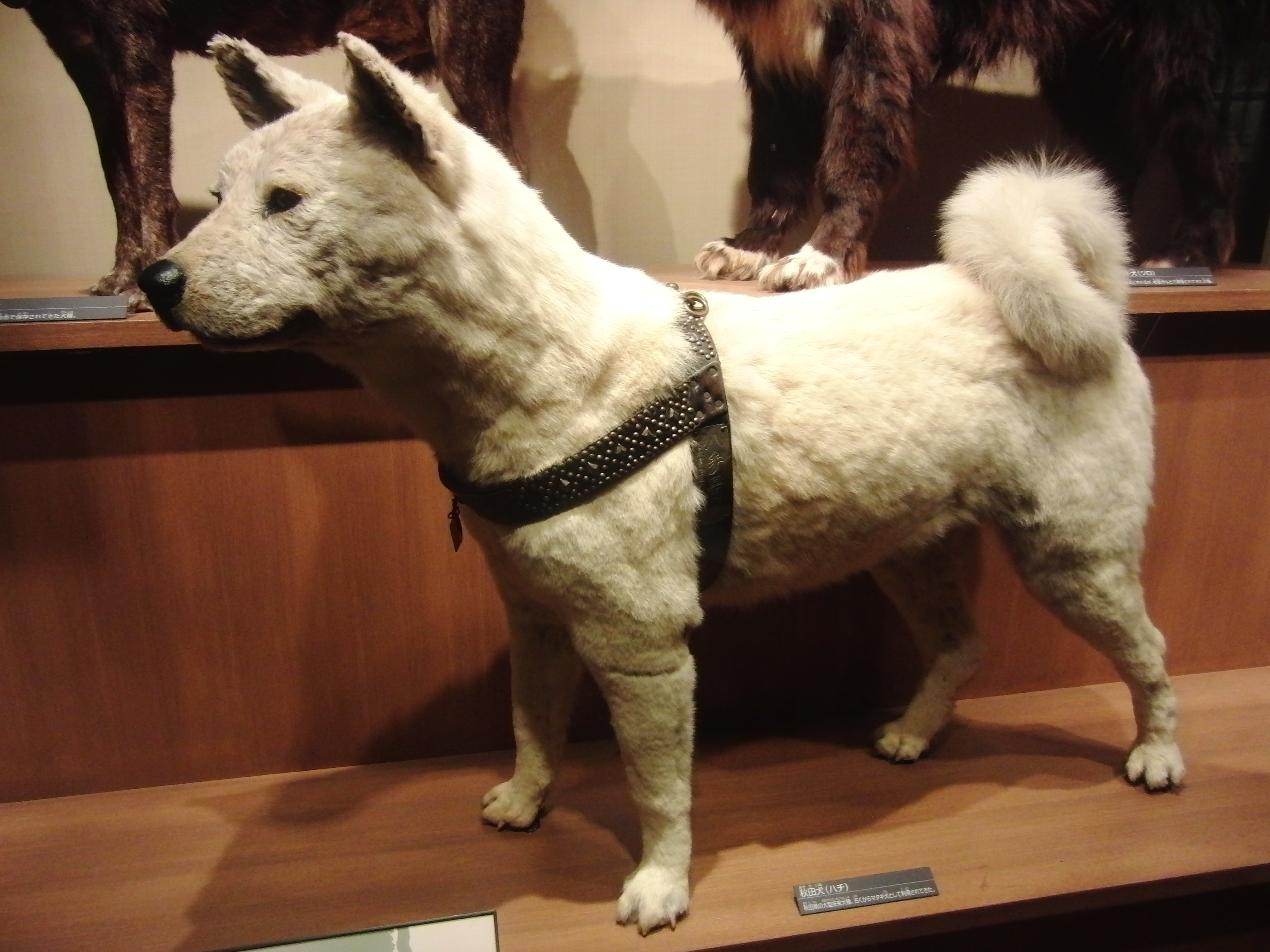
Restos disecados de Hachikō exhibidos en el Museo Nacional de Ciencia de Japón, en el distrito Ueno.

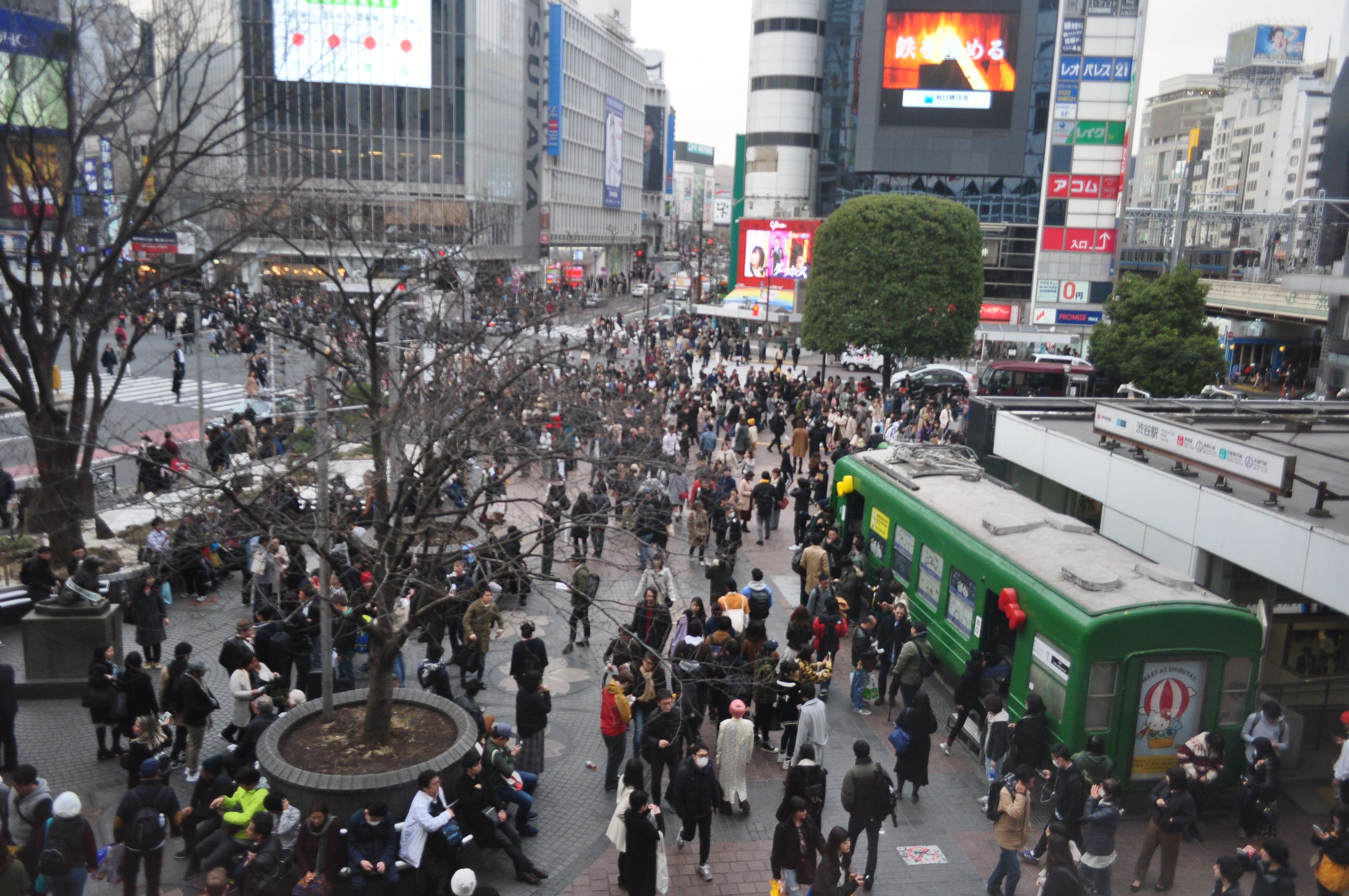
Estación de Shibuya (2018).

Hachikō fue el protagonista de la película de 1987 Hachikō Monogatari-(ハチ公物語?), dirigida por Seijiro Koyama, que cuenta la historia de su vida desde que era un cachorro hasta su muerte y se imaginó como un reencuentro espiritual con su amo. Considerada un éxito de taquilla, la película fue el último gran éxito para el estudio cinematográfico japonés Shochiku Kinema Kenkyû-jo.
En agosto de 2009 se estrenó una adaptación estadounidense de esta película, titulada Hachi: A Dog's Tale (Siempre a tu lado, Hachiko).
Protagonizada por el actor Richard Gere, trata la historia de Hachikō y su relación con el profesor, aunque la acción se desarrolla en Estados Unidos en una época más moderna. La película se rodó en Rhode Island, y también participan Joan Allen y Jason Alexander.

### Literatura
En el libro de poemas: Monumento al Perro (2017), autor Carlos Martian, se menciona breve historia de Hachikō.
Existe un libro infantil en catalán: Hachiko. El gos que esperava, del autor Lluís Prats (Barcelona: La Galera, 2015); Premi Josep M. Folch i Torres 2014; Premio Strega Ragazze e Ragazzi 2018.

### Televisión

#### Digimon Adventure
En el episodio 33 de Digimon Adventure, llamado "Punkimon y Gotsumon", se hace homenaje a Hachiko. Patamon, quien se había peleado con TK, su compañero humano, se encuentra recostado solo y triste sobre un farol callejero, cuando oye debajo a dos niñas hablar sobre "Hachiko", el lugar preferido de las personas para esperar a otras. Patamon vuela hacia el lugar, donde se aprecia una versión animada del monumento real de Hachiko con unas inscripciones japonesas.

En este episodio, se puede observar una tendencia hacia el tema de la lealtad y la amistad: Myotismon ordena a sus soldados una persecución contra el octavo Niño Elegido para matarlo, pero dos de ellos, Punkimon y Gotsumom, desisten de esta ordenanza y deciden divertirse jugando y haciendo travesuras en la ciudad nocturna de Shibuya. Se encuentran con Matt, TK y Gabumon, con quiénes tienen unas divertidas aventuras. Pero Myotismon aparece y termina por encontrarlos y debido a la deslealtad de sus soldados, los mata despiadadamente frente a los niños. Matt, tras esto, busca vengar a sus amigos asesinados. En este contexto, el episodio remarca la deslealtad de Punkimon y Gotsumon hacia su amo malvado en diagonal con la lealtad, fidelidad y agradecimiento de Hachiko hacia  su amo bueno. Aquellos mueren y este espera a su amo muerto.
Este capítulo fue ambientado de noche en  la estación y  calles de Shibuya, bajo un cielo cubierto de nubes negras. Ha sido coronado como uno de los episodios más tristes y a la vez más lindos de Digimon.

#### «Jurassic Bark» (Futurama)
En el episodio «Jurassic Bark» («Ladrido jurásico», en español), de la serie de televisión estadounidense Futurama, Fry encuentra los restos fosilizados de su perro, Seymour (Simuerdiera, en algunas versiones) y gracias a la alta tecnología del año 3000, este tiene la oportunidad de clonarlo, sin embargo Fry detiene el proceso de clonación a medio camino y se arrepiente de hacerlo, cuando se entera de que Seymour había vivido muchos años después de que él desapareciera, creyendo que por eso su perro había terminado por vivir una vida feliz más allá de su antiguo amo y por lo tanto, este lo habría olvidado. Al final del episodio se revela al espectador que Seymour sí había esperado el regreso de Fry en la entrada de la pizzería donde él trabajaba, durante 12 años, hasta su muerte. El final del episodio es un claro homenaje y paralelismo a la historia real de Hachiko, y en general es considerado uno de los episodios más emotivos y recordados de Futurama.

#### Ghost Sweeper Mikami
Un episodio del anime Ghost Sweeper Mikami trata la historia de un perro fantasma que fue abandonado por su amo en la niñez y que espera fielmente su regreso, incluso después de la muerte. El perro, llamado Kojirô, es de raza Akita al igual que Hachikô.

#### One Piece
En el anime One Piece, en el episodio 6, aparece un perro llamado Shushú (Chou Chou en el doblaje español) el cual sigue esperando a su amo, ya fallecido, en la tienda de comida para animales de este. Se cuenta en la historia que el dueño abrió la tienda acompañado de su perro cuando este era un cachorro. El amo enferma y va al hospital dejando a Shushú para que vigile la tienda. El dueño fallece mientras que Shushú continúa esperando a su amo vigilando y protegiendo la tienda durante años. 
Hay otras dos historias en One Piece relacionadas con este tema: La segunda relacionada con One Piece es la historia de Laboon (ラブーン,  'Rabūn' ?) es una ballena isla, que permanece en la entrada del Red Line, junto con su cuidador Crocus.  Rabún perdió a su grupo y familiares, se perdió y surcando las aguas fue atraído hacia los Piratas Rumbar oír sus melodías. Laboon, al verse solo, comenzó a seguir a los piratas tímidamente pero, por su encanto, logró conquistar a los piratas y que lo aceptasen como uno más. Durante un tiempo fue muy querido y defendido por la tripulación, pero a medida que avanzaban los peligros eran mayores por lo que decidieron dejarlo atrás para su seguridad, mas al llegar a los Cabos Gemelos descubrieron que aún les seguía. Los piratas marcharon hacia el Grand Line con la promesa de regresar, pero no regresaron sin dar explicación alguna, muchos creyeron que fueron derrotados, otros que volvieron de allí, pero ninguno de esos rumores fue prueba suficiente para que su camarada dejara de esperar. 50 años más tarde, al ver que no regresaban comenzó a golpearse desesperadamente contra los gruesos muros del Red Line y sufriendo así graves heridas en su cuerpo, tanto que su vida estaba en peligro, por lo que Crocus se instaló dentro de su cuerpo para poder mantener un seguimiento mejor de su salud.
La tercera es la historia de Yokozuna (ヨコヅナ, Yokozuna) era la mascota de los "Tom's Workers", la compañía de carpinteros que se encargó de la construcción del primer Umi Ressha. Tras el arresto de Tom por parte de la marina Franky intentó parar el tren en que le escoltaban con sus propias manos y fue arrollado. Yokozuna traumatizado por este hecho y tras pensar que su amigo había muerto, a partir de aquel día se enfrenta al Umi Ressha recreando aquella escena. Yokozuna se preocupa mucho por sus amigos y seres queridos. Es excepcionalmente leal a Franky quien le enseñó a nadar cuando eran más jóvenes. Él siempre nadaba a través de las aguas de Water 7, en el camino del Tren mar para tratar de detenerlo. Este hábito se dice que es causada por querer ser más fuerte para que no se pierda ninguno más de sus seres queridos.

#### Zoids: Chaotic Century
En el anime Zoids: Chaotic Century en el capítulo 3: Memoria (記憶, Kioku) hay un fuerte militar abandonado, en el que los protagonistas Bang, Sieg y Fine son atacados por Irvine, pero son salvados por un zoid- Gordus, aunque primero fueron atacados por este zoid Gordus. El zoid no es  dañado  muy fuerte por Irvine, después Bang lo cuida y logra reparar. Luego descubren por unos archivos abandonados que el zoid tuvo que ser abandonado por los militares del fuerte hace cincuenta años y este zoid aún los estaba esperando y que nunca se irá aunque tenga que esperar cincuenta años más.

#### Golden Time
En el capítulo N.º 7 de la serie animada Golden Time, Koko le hace un comentario Tada relacionado con Hachiko, haciendo referencia a la lealtad con la que había estado esperándolo ese día. Seguido a esto, se incluyen imágenes animadas de la estatua Hachiko en Tokio. Esta última se muestra exactamente como la original.

#### Doraemon
En uno de los episodios, Doraemon usa un robot que llama Perro Fiel. Este robot protege a Nobita de los agresores, pero se descontrola al ver a Nobita siendo reprendido por su madre.

#### Tegami Bachi
En el episodio 17 de Tegami Bachi, hay un perro-mapache llamado Darwin (cuyo nombre significa "amigo fiel"), quien es el dingo de una Letter Bee de nombre Elena Blanc. Darwin la espera en el puente pero Elena todavía no vuelve. En el episodio, le encargan al protagonista Lag Seeing que vaya a hacer una entrega a Elena y que Darwin fuera su guía. Lo que Lag no sabía, hasta que se encuentra con un sacerdote, fue que Elena había muerto hace diez años asesinada por un Gaichuu, por lo que en realidad la misión de Lag era entregar a Darwin hasta donde estaba enterrada Elena. Cuando llegan a su lugar de destino, Darwin fallece recostado sobre la tumba de su dueña y amiga Elena.

#### Ao no Exorcist
Si bien esta vez trata de un gato demoníaco, es un caso similar. Kuro era el gato demoníaco de Shiro Fujimoto (un sacerdote y padre adoptivo de Rin y Yukio Okumura), quien se quedó custodiando la entrada de la Academia Vera Cruz, ya que Shiro se lo había encargado. Al escuchar los rumores por parte de los guardias de seguridad de que Shiro había muerto, Kuro pierde el control y empieza a atacar a los que se le acerquen. En medio de las intervenciones que los exorcistas están haciendo para controlar la ira de Kuro, Rin escucha su voz (ya que puede comunicarse con los demonios) diciendo "Es mentira! Shiro no está muerto! Shiro va a volver!", hasta que Rin lo convence de lo contrario, y entre llantos, Kuro vuelve a su forma original llorando por la muerte de su amo. La única diferencia en este caso sería que Kuro se queda con Rin Okumura, ya que él vio a Rin y le hizo recordar a su amo Shiro.

#### Nana
En la serie Nana Ōsaki suele llamar a Nana Komatsu "Hachiko" en vista que ella suele comportarse como "Un perro fiel" con las personas que se preocupan por ella. En la animación el propio estudio le da orejas y una cola en referencia a su comportamiento.

### Apariencia
En el episodio 28 de Fortune Dogs se hace mención a «Rikiu, el perrito frente a la estación».
En varios episodios del anime Gals! se menciona y muestra varias veces a Hachiko como una fuente de confianza para la protagonista Ran Kotobuki, en Shibuya.
En el episodio 7 del anime Golden Time se hace una mención específica cuando Kaga Koko dice: «Como aquel pobre perro que murió esperando a su dueño», entonces se muestra una imagen de la estatua y Tada Banri responde: «¿Te refieres a Hachiko, el perro fiel?», a lo que ella responde: «¡Exacto!».
En el episodio 5 del anime Kyosougiga se menciona la historia de Hachiko, sin nombrarlo.
En una de las películas de Scooby Doo, titulada Scooby-Doo y la Espada del Samurai; cuando los chicos de Mystery Inc. viajan a Japón, pasan por la estación de tren de Shibuya y ven la estatua de un perro. Vilma les explica que se trata de Hachiko.
«Me senté en una calle vacía, en un callejón sin ti, mirando a la gente pasar, por si acaso llego a verte y abrazarte fuertemente» «Aquí sigo esperando, estaré aquí, por favor. ¿Volverás algún día?» Son algunas de las líneas que la integrante de f(x), Amber, escribió en una de sus canciones para su primer miniálbum en solitario. Amber explica que su canción "Love Run" la basó en el perro japonés, Hachiko, básicamente ella tuvo que ponerse en el lugar del perro y tratar de entender los sentimientos de este.

### Videojuegos
En el videojuego Pokémon X y Pokémon Y, en la estación de trenes de ciudad Luminalia/Lumiose hay dos Skiddo durmiendo y si hablas con la señora que está al cruzar la calle te dirá que esos Skiddo esperan a su entrenador que aún no ha vuelto.
El videojuego de Square Enix Subarashiki Kono Sekai (‘es un mundo maravilloso’), conocido en Estados Unidos como The World Ends With You, muestra la estatua de Hachikō en la estación de Shibuya.
En el Videojuego de mazmorras Nethack, si el jugador elige el rol de samurái, el
nombre preconfigurado de su perro mascota es Hachi.
En el videojuego RPG Medabots, el perro del personaje Ikki se parece mucho a la raza akita, lo cual se considera una referencia a Hachikō. Además, en la estación de tren en Medaropolis, frente a la fuente hay una estatua de un perro que contiene un pasadizo; el personaje principal menciona que se trata del «Bonaparte, el perro fiel».
En el RPG japonés en línea Shin Megami Tensei Imagine hay una estatua de Hachikō perfectamente conservada en las ruinas de Shibuya. Incluso en determinadas fases lunares puede verse a Hachikō junto a su estatua, ladrando, acompañado de su amo.
En el RPG de origen japonés Shin Megami Tensei Persona 3, los protagonistas adoptan a un perro llamado Koromaru, que siempre vigilaba la capilla en la cual su amo fue asesinado. Koromaru no solo es de raza akita, sino que es muy fiel tanto con su amo fallecido, como con los protagonistas, por los que fue adoptado.

## Casos similares
Aunque parezca un hecho aislado, hay más casos similares que han aparecido a lo largo del mundo y que, gracias a internet, ahora se dan a conocer, aunque ninguno generó tanta influencia cultural en el mundo como el caso de Hachikō.

### El cementerio de Colón
En el cementerio Colón, de La Habana, Cuba, existe una tumba en la que la lápida muestra a un perro que se quedó hasta su muerte en el sitio después del entierro de su ama. Es parecido al de Hachiko.

### Greyfriars Bobby
Greyfriars Bobby, un perro Skye Terrier que permaneció junto a la tumba de su dueño John Gray en el cementerio Greyfriars, Escocia, hasta su muerte en 1872, 14 años después de la de su amo.

### Lampo
En Campiglia Marittima, Italia, un perro llamado Lampo (‘relámpago’, en italiano), fue fiel a Elvio Barlettani, quien trabaja en la estación de trenes de la localidad. Lo acompañaba a todas partes, e incluso abordaba los trenes para ir de un lugar a otro y regresaba, hasta que el 22 de julio de 1961 murió atropellado por un tren. Barlettani escribió un libro narrando sus experiencias. Hay una estatua en su honor en la estación de Campiglia Marittima, desde entonces es conocido como Lampo, il cane viaggiatore (‘el perro viajero’).

### Canelo
En Cádiz, España, se produjo el caso de Canelo que, en 1990, iba junto con su amo al Hospital Puerta del Mar para recibir su tratamiento periódico de diálisis, hasta que un día su dueño tuvo muchas complicaciones y fue internado en ese mismo hospital, donde Canelo también lo esperó y el hombre falleció. Después de esto, Canelo se negó a moverse y siguió esperando al dueño durante 12 años, incluso vecinos intentaron adoptarlo pero el perro regresaba a la puerta del hospital. Una perrera se lo llevó, pero fue tanta la insistencia de la gente que lo liberaron y regresó al lugar hasta que el 9 de diciembre de 2002 falleció al ser atropellado por un vehículo, cuyo conductor se dio a la fuga. En su honor se puso su nombre a una calle, en la cual se instaló una placa conmemorativa de bronce.

### Gaucho
En Uruguay está la historia de Gaucho, un perro color negro, quien recorrió más de 50 kilómetros hasta el hospital en el que estaba internado su amo y permaneció allí hasta el día en que su amo falleció; luego, el noble animal lo acompañó durante su velatorio y hasta el lugar donde recibiría sepultura. En el cementerio, Gaucho custodió aquella sepultura durante varios años, salía en las mañanas a recoger algún alimento que el pueblo le brindara, recorría calle Rivera, Plaza Artigas, La Picada y algunas veces la 18 de julio, para volver de tarde otra vez junto a la tumba de su amo en el cementerio. Esto fue así todos los días hasta la muerte de Gaucho en 1989. Los pobladores de Durazno erigieron un monumento en honor a Gaucho, frente al cementerio en el que pasó sus últimos años.

### Leão
En Teresópolis, Estado de Río de Janeiro, Brasil, un perro cuyo nombre es Leão (que significa ‘león’ en portugués) sigue junto a la tumba de su dueña Cristina Maria Cesario Santana, quien fue una de las más de 630 víctimas mortales de las inundaciones y aludes del 17 de enero de 2011 en el estado carioca.

### Capitán
En Villa Carlos Paz, Córdoba, Argentina, Capitán, un perro mestizo, acudía a dormir todas las noches junto a la tumba de su dueño Miguel Guzmán desde el fallecimiento de este en marzo de 2006. Falleció el 19 de febrero de 2018, 11 años después de su dueño. Encontró el cementerio y la tumba de su amo sin haber visitado previamente el lugar.

### El perro de Cochabamba
En Cochabamba, Bolivia, un perro de raza criolla espera todos los días en la jardinera central de la Avenida Papa Paulo (ubicado en la zona este de la ciudad), a escasos metros del lugar del accidente y posterior muerte de su dueño, un universitario. Comerciantes y vecinos se encariñaron con él, lo alimentan, le dan agua, se preocupan cuando se enferma y hace poco hicieron una colecta para llevarlo al veterinario. Las amas de casa le llevan pan y salchichas, pero a él le gusta el menú que le sirven en el frial Marcela, próximo al mercado público. Todos los días a las ocho de la mañana, el dueño, le da un plato lleno de agua y cuellos de pollo crudo. Él bebe el agua, toma una presa y vuelve a la jardinera donde vio caer a su amo, para comer allí, fiel.

### "El perro negro"
En La Piedad, Estado de Michoacán, México, el cantautor de música ranchera José Alfredo Jiménez narra en un "corrido" la historia de "El perro negro", en donde el perro mata a "Don Julián" el asesino de su amo Gilberto. El motivo: cuestiones de amores, para después pasar sus últimos años al lado de la tumba de su amo en el panteón municipal de la misma ciudad hasta su propia muerte. Esta canción está basada en hechos reales. Hubiera pasado como otro crimen más si no fuera por el acto de lealtad tan grande de "El perro negro" hacia su amo que llegó a oídos del mismo cantautor, aunque este se permitió algunos cambios por cuestiones artísticas y de musicalización.

### Terremoto de Ecuador de 2016
El 16 de abril un sismo de 7,8 grados en la Escala de Richter sacude a las provincias de Esmeraldas y Manabí, con un saldo de cientos de personas fallecidas. Varios canes se negaban a dejar a sus dueños que quedaron atrapados en los escombros; mientras que otros esperaban fielmente en los alrededores de lo que quedó de sus casas, a los que habían partido hacia otras ciudades, a causa de la destrucción que provocó el movimiento telúrico. Un caso de estos fue el de Max, un can que se rehusaba a abandonar el lugar donde había muerto su propietaria y que al mismo tiempo fue su hogar. Personal de la Unidad de Recuperación y Rescate Animal (URRA), de la Prefectura del Guayas a cargo de Jimmy Jairala, conjuntamente con la Fundación Yo Amo Animales se encargaron de trasladar a la mascota hasta Guayaquil para brindarle atención médica veterinaria y asearlo. Días más tarde, lo adoptó un familiar de su fallecida dueña.

### Hachiko de Kamchatka
El 28 de mayo de 2016 un pastor alemán aguarda una semana en el aeropuerto de la región de Kamchatka, en Rusia, el regreso de su dueño. Al parecer el hombre no preparó la documentación obligatoria para que el animal pudiera volar y tampoco tenía el dinero suficiente para facturarlo correctamente, así que su dueño tomó un vuelo de ida y dejó a su mascota abandonada a su suerte en el aeropuerto. Desde entonces, 'el Hachiko ruso' aguarda en la terminal con la esperanza de ver regresar a su dueño. En las redes sociales se pidió la ayuda para encontrar al sujeto o alguien que no vuelva a abandonarlo. 
El 30 de mayo encontró un nuevo dueño, según los voluntarios del refugio de animales 'La Isla de la Esperanza'. Los voluntarios lograron ponerse en contacto con el dueño, que se encontraba en Moscú, pero este renunció a su mascota pero "uno de los empleados del aeropuerto, preocupado por su destino, se lo ha llevado a su casa tras pasar un tiempo con él", aseguraron los voluntarios.

### Hachiko de México
En el cementerio Petatlan, de Guerrero, México, existe un bull terrier que se quedó en la tumba de su amo tras fallecer en el 2012 en cumplimiento de su deber en la fuerza armada, el animal todas las tardes regresaba a dicha tumba a esperar el regreso de su amo, el animal murió en el 2017.

### "Hachiko de La Raza" en la Ciudad de México
A inicios de agosto de 2022, se viralizaron las fotos de un perro aparentemente de raza criolla color café, que espera día y noche a su dueña en una de las salidas subterráneas de la estación "La Raza" en el Metro de la Ciudad de México, según afirma la cuenta cronicas_chilangas_cdmx la cual subió las fotos originalmente, se afirma que la dueña murió recientemente por una enfermedad.

### Don Luis Apolo
Desde 2011 un perro callejero, bautizado como Don Luis Apolo, comenzó a deambular por las calles del centro de Osorno (Chile) esperando por sus dueños que lo abandonaron. El can fue denominado también como el «Hachikō de Osorno», y en octubre de 2022 fue inaugurada una estatua en su honor.

### Jacob
El 26 de marzo de 2023 se suscita en Ecuador, en la Provincia de Chimborazo, el Deslave de Alausí de 2023, el cual arrasó con cientos de viviendas, edificios y a su paso, con un desolador saldo de personas fallecidas, heridas, (aún desconocido oficialmente) desaparecidas y miles de damnificados. Cientos de brigadas médicas y de gestión de riesgos se movilizaron desde múltiples partes del país y del extranjero, para apoyar en el rescate de las víctimas del desastre, en conjunto con las mingas comunitarias de los lugareños. En medio de estas labores, por medio de la prensa y las redes sociales, se conoció el caso de Jacob, un perro Labrador negro que se sumó (casi hasta el límite de sus fuerzas por varios días) a las tareas de salvamento de los afectados, en una unánime y desesperada misión de encontrar a sus familiares con vida. Lamentablemente, cinco de los seis miembros de la familia del can (más otras cinco mascotas) fallecieron sepultados en el aluvión, quedando con vida sólo un joven y la novia de éste, debido a que habían salido a hacer compras en una tienda cercana.